# Bromheadia

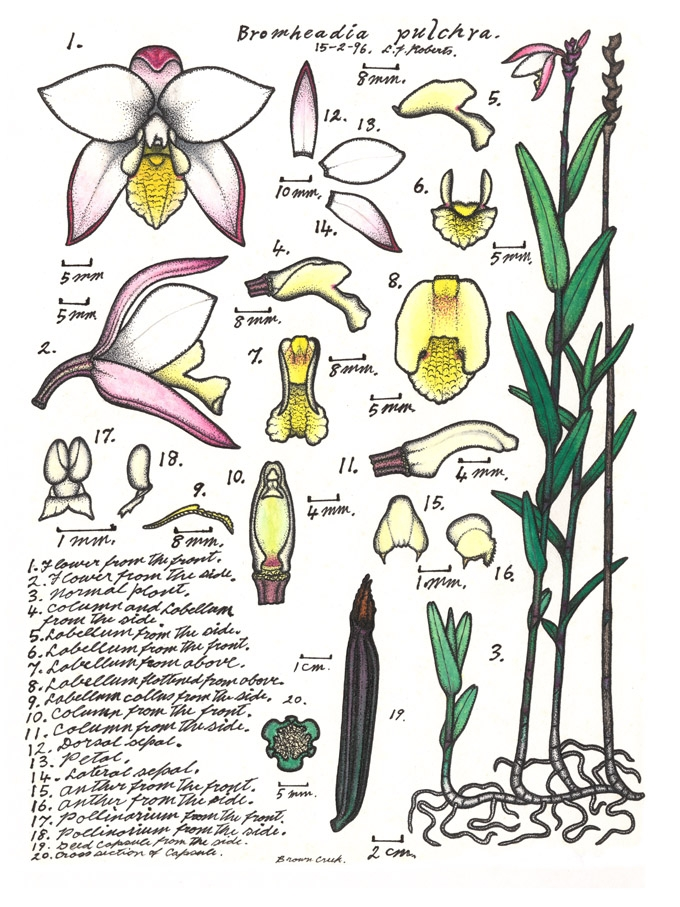
Bromheadia pulchra. Ảnh minh họa bởi nhà tự nhiên học Lewis Roberts.

Bromheadia, viết tắt trong thương mại làm vườn là Brom, là một chi lan với 10 loài phân bố ở Ấn Độ, Malaysia, Úc và Các đảo Thái Bình Dương.

## Danh sách các loài
- Bromheadia aporoides
- Bromheadia brevifolia
- Bromheadia crassiflora
- Bromheadia divaricata
- Bromheadia finlaysoniana
- Bromheadia palustris
- Bromheadia pulchra
- Bromheadia rigida
- Bromheadia scirpoidea
- Bromheadia truncata
- Bromheadia pulchra